# Telemundo
Telemundo je američka TV mreža koja je osnovana 1954. godine u Portoriku, SAD. Pokretač je bio Angel Ramos, a njihov slogan je Tu Canal. Vlasnici Telemunda su NBC Universal i MSN. NBC Universal je kupio Telemundo 14. travnja 2002.

## Telenovele prikazane u Hrvatskoj
| Hrvatski naziv     | Originalni naslov       | Televizijska postaja emitiranja |
| ------------------ | ----------------------- | ------------------------------- |
| Osveta             | La venganza             | Mreža TV                        |
| Ranjena duša       | El alma herida          | Z1                              |
| Neiskrena ljubav   | Amor descarado          | Mreža TV                        |
| Osveta ljubavi     | Pasion de gavilanes     | RTL Televizija RTL 2            |
| Ciganke            | Gitanas                 | Nova TV                         |
| Zatočenica         | Prisionera              | Nova TV                         |
| Nauči me voljeti   | Te voy enseñar a querer | Nova TV                         |
| Ljubav bez predaje | El cuerpo del deseo     | RTL Televizija                  |
| Zemlja strasti     | Tierra de pasiones      | Nova TV                         |
| Oluja              | La tormenta             | Nova TV                         |
| Marina             | Marina                  | RTL Televizija                  |
| Tajna čokolade     | Dame chocolate          | RTL Televizija                  |
| Slomljeno srce     | Corazon partido         | Mreža TV                        |
| Kradljivac srca    | Ladron de corazones     | Mreža TV                        |
| Drugo lice         | El rostro de Analia     | RTL Televizija                  |
| Anđeo i vrag       | Mas sabe el diablo      | RTL Televizija                  |
| Najljepši urok     | Bella calamidades       | RTL Televizija RTL 2            |
| Doña Barbara       | Doña Barbara            | Nova TV Doma TV                 |
| Nestala            | Donde esta Elisa?       | RTL Televizija                  |
| Los Victorinos     | Victorinos              | RTL Televizija                  |
| Okrutna ljubav     | Perro amor              | Mreža TV                        |
| Klon               | El clon                 | RTL Televizija RTL 2            |
| Elena              | El fantasma de Elena    | Doma TV                         |
| Aurora             | Aurora                  | RTL Televizija                  |
| Nasljednici        | Los herederos del Monte | RTL Televizija                  |
| Kraljica juga      | La reina del Sur        | Doma TV                         |